# Athlete: Ore ga Kare ni Oboreta Hibi
Athlete: Ore ga Kare ni Oboreta Hibi (アスリート～俺が彼に溺れた日々～ lit. Atleta: Los días en los que me ahogué en él?) es una película japonesa dirigida por Takamasa Ōe y estrenada el 26 de julio de 2019. Fue exhibida por primera vez en el 28° Rainbow Reel Tokyo, un festival de cine de temática LGBT que se lleva a cabo anualmente en Tokio. Fue protagonizada por Jō Nakamura y Yohdi Kondō.

## Argumento
Kōhei Kaidō (Jō Nakamura) es un exnadador competitivo de mediana edad que se vio obligado a retirarse debido a una lesión. Kōhei ahora es instructor de natación y vive una vida ordinaria con su esposa e hija adolescente, Mizuna (Reina Tasaki), quien pronto se graduará de la secundaria. Kōhei se siente infeliz, pero irónicamente se ve incapaz de entender el por qué, hasta que un día su esposa le pide el divorcio y se marcha a vivir con su nuevo novio. Con su vida hecha añicos, Kōhei se refugia en el alcohol y termina en un barrio gay de Tokio. Allí conoce a un hermoso joven llamado Yutaka (Yohdi Kondō), cuyo sueño es convertirse en animador. Yutaka trabaja como chateador en línea, a la par que lucha internamente para decirle a su padre enfermo que es homosexual. 
Kōhei encuentra consuelo en Yutaka y no puede evitar sentirse intrigado por este. A pesar de estar confundido, eventualmente su interés por el muchacho se transforma en atracción y ambos hombres pronto inician una relación romántica que se verá afectada por los celos e inseguridades de Kōhei. Asimismo, Yutaka comienza a sentirse frustrado con su pareja puesto que este aún no parece querer ajustarse al hecho de que sale con un hombre; se niega a tomarle de la mano en la calle y le presenta como un simple amigo a su hija. Todo esto lleva a Yutaka a creer que ambos viven en diferentes mundos y que nunca podrían estar juntos. A través de estos altibajos emocionales, su relación se debilita cada vez más. Un día hacen el amor y al día siguiente se lastiman mutuamente.

## Reparto
- Jō Nakamura como Kōhei Kaidō
- Yohdi Kondō como Yutaka "Yuta" Imaizumi
- Yoshiaki Umegaki como Priscilla
- Reina Tasaki como Mizuna Kaidō
- Fumihiko Nakamura como Atsushi
- Rai Minamoto como Mimosa
- Flora Miwa como Rinka

## Recepción
Athlete: Ore ga Kare ni Oboreta Hibi fue estrenada el 26 de julio de 2019 en el 28° Rainbow Reel Tokyo. La película recibió críticas generalmente positivas. Lilly Anoma de Asian Movie Pulse, comentó que «Athlete es una película desconcertante. Por un lado, toca más temas que la mayoría de las películas LGBTQ+ que he visto este año. Por otro lado, se limita a mencionarlos o sugerirlos sin ningún desarrollo adicional. Uno de los resultados es que pierde el impulso y se pierde en imágenes cliché vacías de soledad y confusión emocional. Más que una película, se siente como un episodio piloto de un drama de televisión, donde todas las líneas podrían obtener un mejor tratamiento. Además, teniendo en cuenta la cinematografía y la edición, un formato televisivo parece más apropiado».